# Phyllachora coutareae
Phyllachora coutareae är en svampart som beskrevs av Chardón 1939. Phyllachora coutareae ingår i släktet Phyllachora och familjen Phyllachoraceae.   Inga underarter finns listade i Catalogue of Life.